# セルジオ・アサド
セルジオ・アサド（Sérgio Assad、1952年12月26日 - ）は、ブラジルのクラシック・ギター奏者、作曲家、編曲家。
弟のオダイル・アサドと「アサド兄弟」の名でしばしば演奏する。アメリカ合衆国でのデビューは1969年であるが、それ以前に故郷のブラジルですでに活動していた。アストル・ピアソラを含む多くの作品をギター独奏やギター二重奏のために編曲している。アンドレス・セゴビアの孫弟子にあたる。セルジオとオダイルの妹のバディ・アサドもクラシック・ギター奏者である。

## 作品
- ブラジル組曲（2本のギターのための）
- 組曲「夏の庭」（2本のギターのための）
- アクアレル（ギター独奏のための）
- ソナタ（ギター独奏のための）
- カリオカ幻想曲（2本のギターと室内管弦楽のための）
- 冬の印象（フルート・ヴィオラ・ギターのための）
- バレエ「エスパンタルホ」（室内管弦楽のための）
- アンダルシア（ヴァイオリンと2本のギターのための）
- イスタンブール（ヴァイオリンと2本のギターのための）
- 幻想協奏曲（ギターと弦楽のための）
- コンセルト・オリジニス（ギター・デュオとヴァイオリンとオーケストラのための）
- インターチェンジ（ギター・カルテットとオーケストラのための）